# William Adams (Weltreisender)

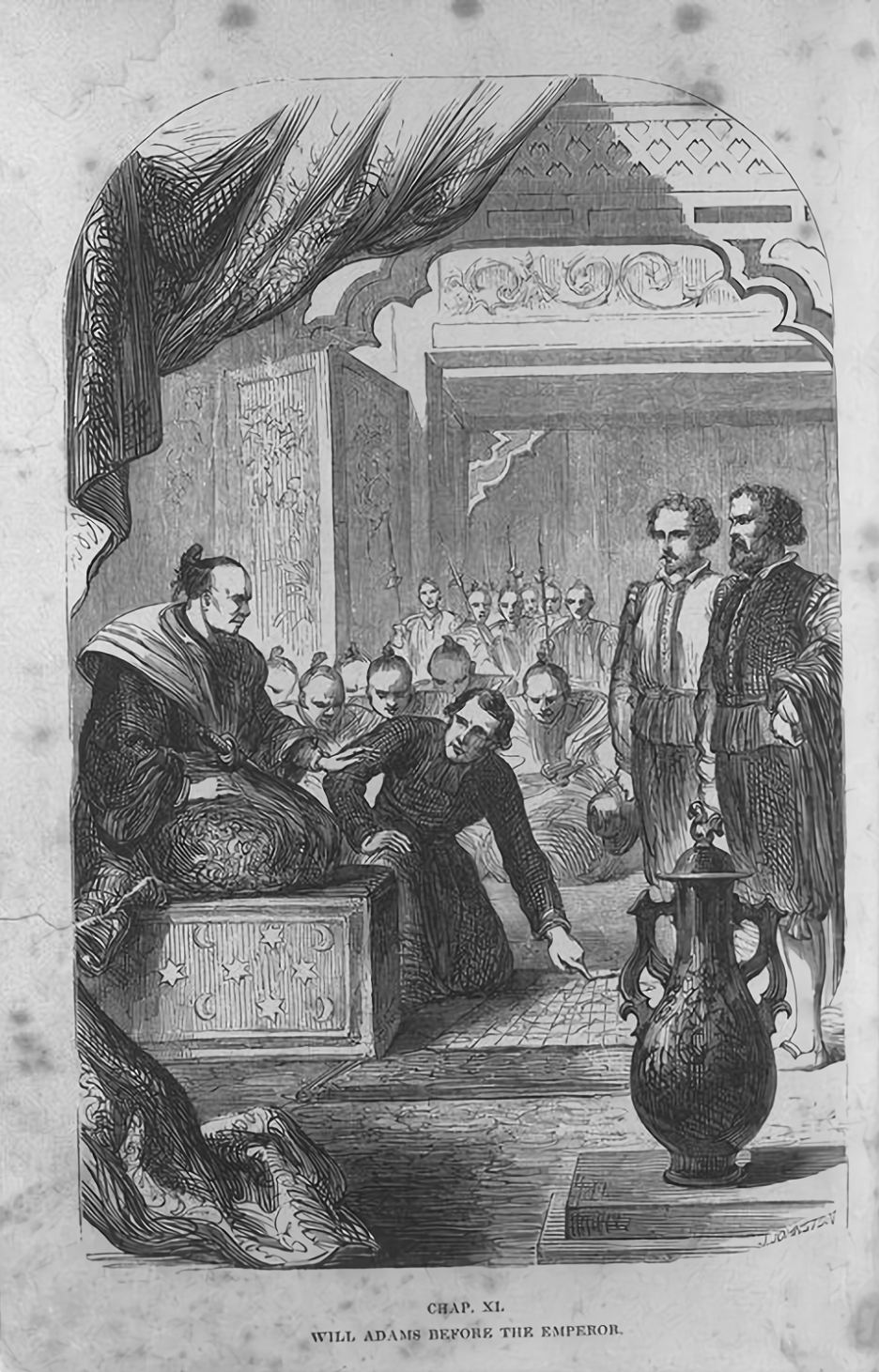
William Adams vor dem Shōgun Tokugawa Ieyasu. Darstellung aus dem Jahre 1866.

William Adams (später japanisch 三浦 按針 Miura Anjin, deutsch ‚Navigator von Miura‘; * 24. September 1564 in Gillingham, Kent; † 16. Mai 1620 in Hirado, Nagasaki) war ein englischer Navigator, der als erster Engländer per Schiff nach Japan reiste, mit einer Expedition von fünf Schiffen einer privaten niederländischen Flotte. Von den wenigen Überlebenden des einzigen Schiffes, das Japan erreichte, durften Adams und sein zweiter Maat Jan Joosten das Land nicht verlassen, während andere in die Niederlande zurückkehren durften.
Schon kurz nach seiner Ankunft wurde er Berater des Shōgun Tokugawa Ieyasu. Er leitete den Bau der ersten Schiffe westlicher Bauart in Japan und unterstützte die Niederlande und England bei der Öffnung von Faktoreien. Er war am Handel mit japanischen Rotsiegel-Schiffen beteiligt und diente als Kapitän von vier Expeditionen nach Südostasien.
Adams lebte bis zu seinem Tod in Japan, wo er mit 55 Jahren starb. Er ist der vermutlich erste Europäer, der den Titel eines Samurai erhielt. Seine Anwesenheit fällt in die kurze Periode der Öffnung Japans, die als Epoche des Namban-Handels bekannt wurde. William Adams gilt als einer der einflussreichsten Ausländer im Japan dieser Zeit.

## Leben

### Frühe Jahre
Adams wurde in Gillingham (nahe Chatham) geboren. Als er zwölf Jahre alt war, verstarb sein Vater. Er wurde daraufhin Lehrling bei Nicholas Diggins, dem Besitzer einer Werft in Limehouse. Während der nächsten zwölf Jahre erlernte er dort Schiffbau, Astronomie und Navigation. 1588 trat er in die Royal Navy ein und erhielt das Kommando auf der Richard Duffield, einem Versorgungsschiff, welches während der Schlacht gegen die spanische Armada die englische Flotte mit Lebensmitteln und Munition versorgte. Während Lord High Admiral Charles Howard of Effingham und der Admiral der Reserveflotte Lord Henry Seymour mit dem Feind rangen, brachte Adams Nachschub. Die nächsten zehn Jahre segelte er als Navigator auf Handelsschiffen zwischen England und der nordafrikanischen Berberküste hin und her.

### Die Reise nach Japan

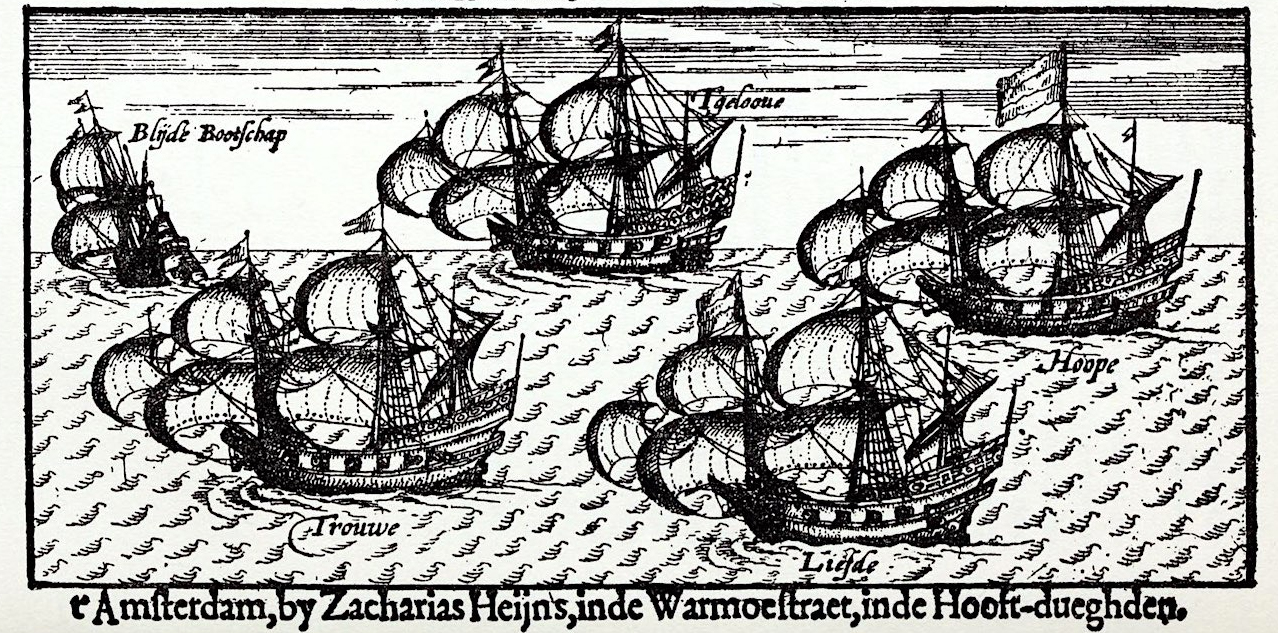
Blijde Boodschap, Trouwe, 't Gelooue, Liefde und Hoope (v. l. n. r.; Druck aus dem 17. Jahrhundert)

Im Auftrag einer Gesellschaft Rotterdamer Kaufleute wurde der damals 34-jährige Adams im Jahr 1598 Hauptnavigator einer aus fünf Schiffen bestehenden Flotte unter dem Kommando von Jacques Mahu, die von Texel in den Fernen Osten fuhr. Am 24. Juni 1598 stach er an Bord der Hoop (‚Hoffnung‘) in See, begleitet von den Schiffen Liefde (‚Liebe‘), Geloof (‚Glauben‘), Trouw (‚Treue‘) und Blijde Boodschap (‚Frohe Botschaft‘).
Die Schiffe mit einer Tonnage von 75 bis 250 Tonnen segelten zuerst in Richtung der Kapverdischen Inseln, wo der Versuch scheiterte, sich neu mit Proviant zu versorgen. Daraufhin steuerten sie die Küste Guineas in Westafrika an, wo die Besatzung die Insel Annobón überfiel und den Proviant zusammenraubte. Danach überquerten sie den Atlantik und folgten der Küste Brasiliens und Argentiniens, um die Magellanstraße zu erreichen. Im schlechten Wetter des nächsten Frühlings verloren die Schiffe den Kontakt untereinander. Sowohl die Liefde (mit Adams an Bord) als auch die Hoop erreichten die Küste Chiles, wo die Kapitäne beider Schiffe bei Auseinandersetzungen mit Einheimischen ums Leben kamen.
Adams wartete auf der Insel Santa Maria auf die anderen Schiffe, doch nur die Hoop traf am vereinbarten Ziel ein. Ende November 1599 segelten die beiden verbliebenen Schiffe auf westlichem Kurs in Richtung Japan.
Die Geloof kehrte mit 36 Überlebenden durch die Magellanstraße im Juli 1600 nach Rotterdam zurück. Die Blijde Boodschap fiel in die Hände der Spanier. Die Trouw überquerte alleine den Pazifik und erreichte die Gewürzinseln, wo sie von Portugiesen gekapert wurde; sechs Überlebende der Mannschaft kehrten nach jahrelanger Gefangenschaft im Jahr 1604 als Weltumsegler in die Niederlande zurück.
Aus Furcht vor den Spaniern hatten sich die Mannschaften der Liefde und der Hoop darauf geeinigt, nicht weiter der Küste Südamerikas zu folgen, sondern auf den offenen Pazifik hinaus zu segeln. Dabei ging die Hoop Ende Februar 1600 in einem Taifun unter.

### Ankunft in Japan
Im April 1600 erreichte die Liefde mit einer dezimierten Besatzung kranker und sterbender Männer die Insel Kyūshū in Japan und ankerte in Usuki in der Provinz Bungo (heute Präfektur Ōita). Nur neun der verbliebenen 24 Mann Besatzung konnten zu diesem Zeitpunkt noch aus eigener Kraft stehen.
Portugiesische Priester beschuldigten Adams und seine Mannschaft der Piraterie. Ein Mitglied des Regentschaftsrates, Tokugawa Ieyasu, ließ daraufhin das Schiff beschlagnahmen und die Besatzung in der Burg von Ōsaka inhaftieren.
Adams wurde von Tokugawa persönlich verhört. Dabei zeigte Adams ein beeindruckendes Wissen über Schiffe und Schiffbau sowie Kenntnisse in Nautik und Mathematik. Er informierte Tokugawa außerdem über den Vertrag von Tordesillas aus dem Jahr 1494, in dem Papst Alexander VI. den Portugiesen die halbe Welt (einschließlich Japans) übereignet hatte. Die in Japan missionierenden Jesuiten hatten die Japaner über diese und andere Tatsachen europäischer Politik und Zustände bisher nicht informiert. Das holte Adams umfassend nach (Reformation, Befreiungskampf der Niederlande gegen Spanien). Die Möglichkeit einer Annexion durch Portugal und Spanien (bis 1640 in Personalunion verbunden) traf den nationalstolzen Tokugawa schwer, was für seine spätere Abwehrpolitik und die seiner Söhne gegenüber den (katholischen) Christen mitbestimmend war. Adams wurde ein enger, wahrscheinlich sogar „freundschaftlich“ verbundener Ratgeber Tokugawas.
Adams’ Schiffsgenosse, der zweite Maat Jan Joosten, genoss anfangs ebenfalls die Gunst des Shōgun, trat später jedoch nur noch als Händler in Erscheinung.

### Auszeichnung als Samurai

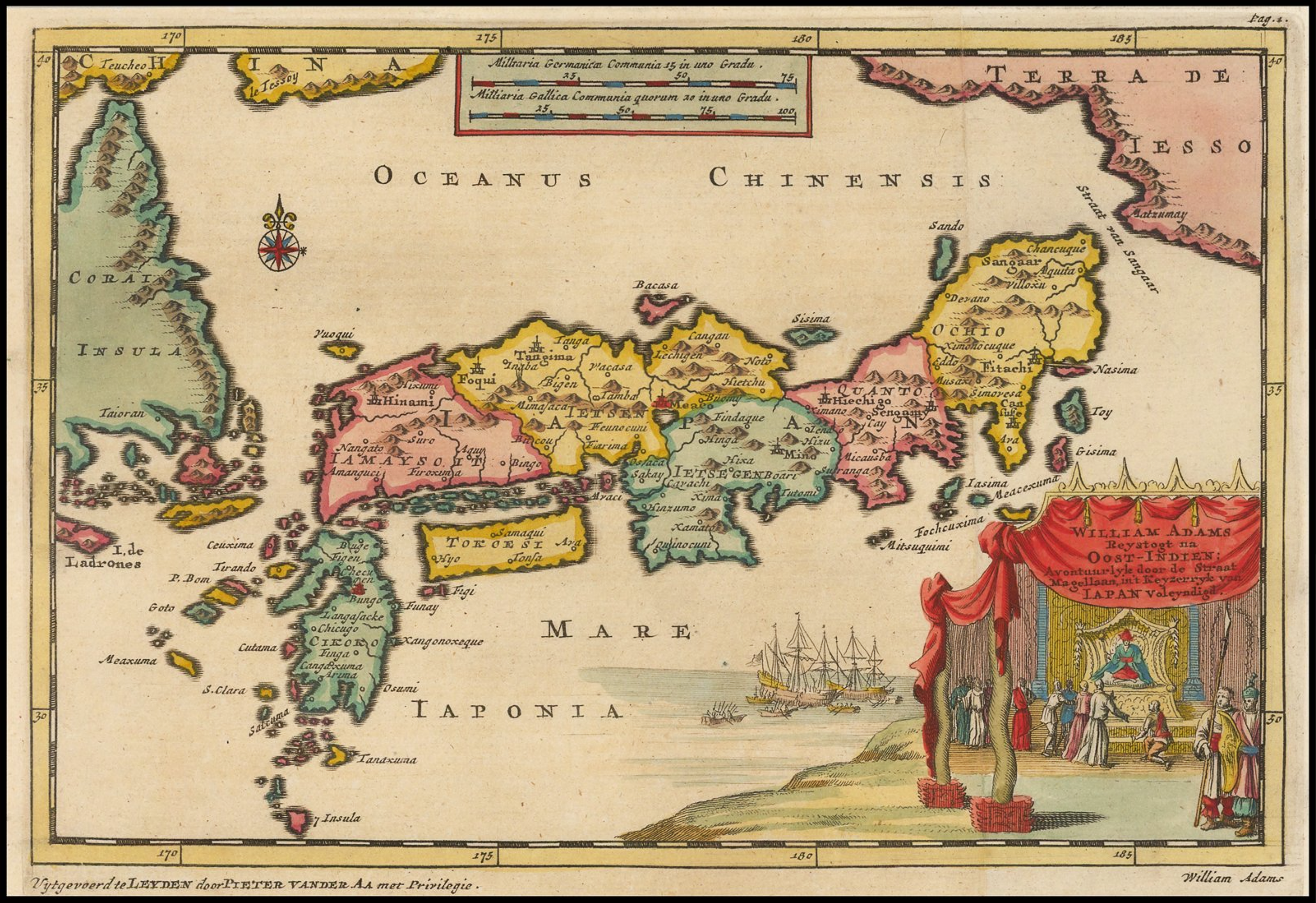
Von Pieter van der Aa 1707 gedruckte Karte Japans

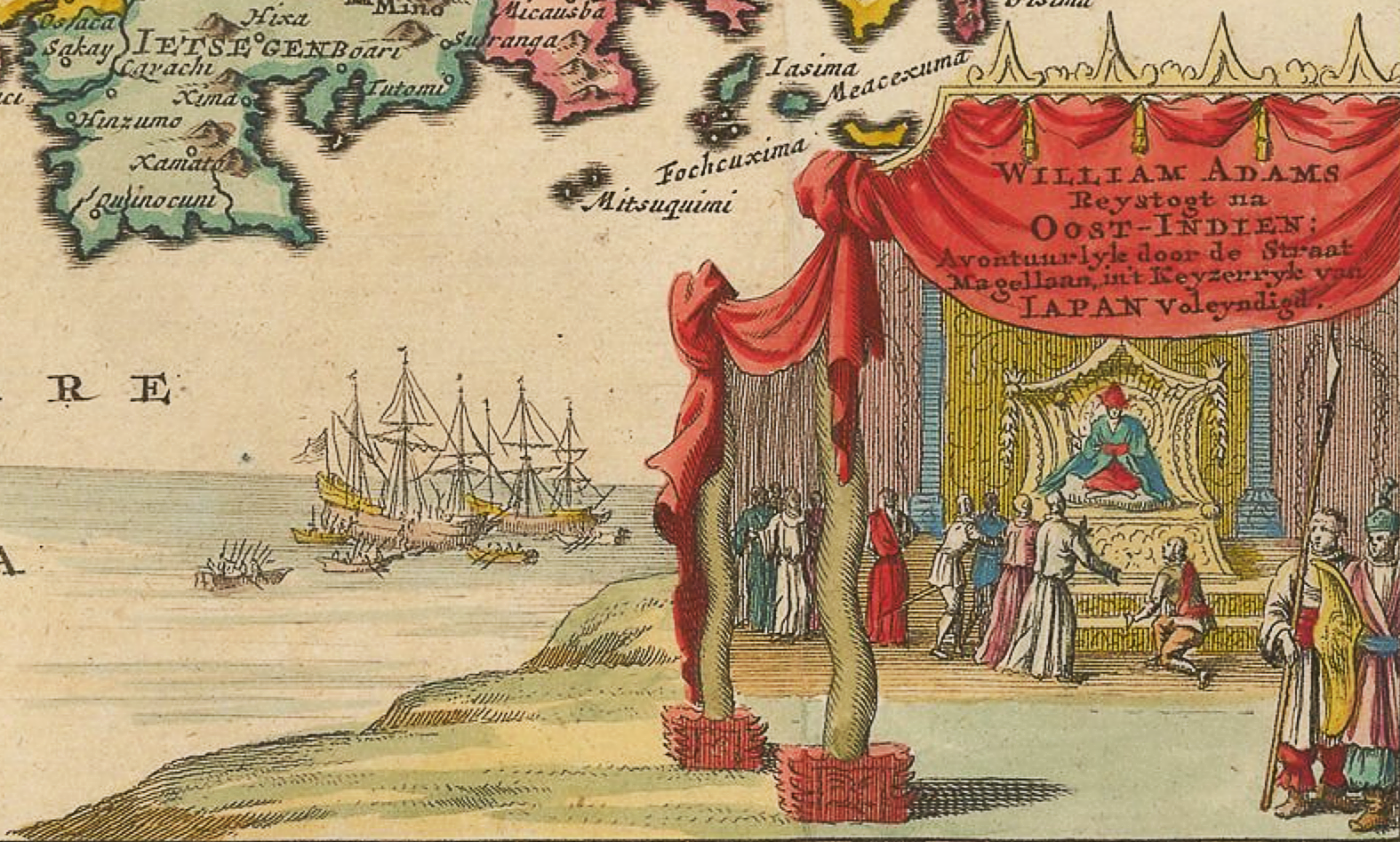
Detailbild der Karte: William Adams trifft Tokugawa Ieyasu

Tokugawa war der Vormund des jungen Sohns des zwei Jahre zuvor verstorbenen Regenten Toyotomi Hideyoshi. Toyotomi war nicht in den Samurai-Stand geboren worden, sodass ihm der Titel eines Shōguns verwehrt war. Sein Sohn Hideyori hätte jedoch Shōgun werden können, da seine Mutter aus einer Samurai-Familie stammte.
Rivalitäten innerhalb des Regentschaftsrates ließen diesen in zwei Parteien zerfallen. Tokugawa stand gegen die Partei der Witwe und des Sohnes von Toyotomi. Am 21. Oktober 1600 kam es zur Entscheidungsschlacht bei Sekigahara, aus der Tokugawa siegreich gegen Ishida Mitsunari hervorging. Der Tennō ernannte ihn daraufhin zum Shōgun.
Im Jahr 1604 erhielt Adams von Tokugawa den Befehl, in Itō an der östlichen Küste der Izu-Halbinsel ein Schiff in westlicher Bauweise zu konstruieren. Adams entwarf und baute innerhalb eines Jahres ein 80-Tonnen-Schiff. Darauf befahl ihm der Shōgun den Bau eines größeren Schiffes. Ein Jahr später war ein 120-Tonnen-Schiff fertig. Durch seine Arbeit und sein Misstrauen den Portugiesen und allgemein der katholischen Kirche gegenüber erwarb Adams die Sympathie des Shōguns, der ihn zu seinem Berater für Diplomatie und Handel mit den Europäern machte.
Adams hatte Frau und Kinder in England, doch Tokugawa verbot dem Engländer, Japan wieder zu verlassen. Adams wurde stattdessen in den Samurai-Stand erhoben und erhielt ein Lehen in Hemi (逸見, heute Yokosuka) im Bezirk Miura auf der gleichnamigen Halbinsel sowie das Daishō, die zwei Schwerter, die einen Samurai ausweisen. Adams erhielt den Titel Hatamoto, eine Bezeichnung für direkte Vasallen des Shōguns. Das war eine besondere Ehre, die nur wenigen zuteilwurde. So durfte ein Hatamoto in der Gegenwart seines Lehnsherrn seine Schwerter tragen, was ein sehr großer Vertrauensbeweis war. Der Shōgun entschied, dass der Navigator William Adams nunmehr tot und dass Miura Anjin (der Navigator von Miura) geboren sei. Dadurch wurde Adams’ Frau de jure zur Witwe. Adams nahm Oyuki, die Tochter von Magome Kageyu, Samurai und Verwalter der Burg Edo (heute Tokio), zur Frau. Anjin und Oyuki hatten einen Sohn namens Joseph und eine Tochter namens Susanna.
Dennoch fand Adams es hart, an einem Ort festzusitzen, und blieb weiter abenteuerlustig. So versuchte er vergeblich, eine neue Expedition zur Entdeckung der Nordost-Passage, diesmal von Japan aus, zu organisieren.

### Die englische Handelsniederlassung
Im Jahre 1611 erreichte Adams die Nachricht von der Gründung einer englischen Niederlassung in Bantam, und er schrieb dorthin in der Hoffnung auf Hilfe, um Japan wieder verlassen zu können. Im Jahre 1613 erreichte Kapitän John Saris mit seinem Schiff Clove Hirado. Er hatte den Auftrag, einen Handelsposten für die Ostindische Kompanie der Engländer zu gründen. Nachdem Adams die dafür notwendigen Genehmigungen des Shōguns vermittelt hatte, schob er seine Reisepläne auf (für die Rückreise nach England hatte er nun doch die Erlaubnis des Shōguns bekommen), um unter der Leitung von Richard Cocks beim Aufbau der neuen englischen Niederlassung zu helfen. Aus dieser Zeit stammte ein weiteres Kind mit einer Frau aus Hirado, worüber Adams jedoch nie genauere Angaben machte.
Für den Rest seines Lebens arbeitete Adams im Auftrag der Ostindischen Kompanie, für die er, ebenso wie sein ehemaliger Schiffsgenosse Jan Joosten, noch einige Fahrten auf Rotsiegel-Schiffen durchführte, so 1616 nach Siam und 1617 und 1618 nach Cochinchina.

### Tod

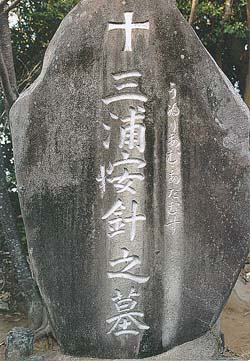
„Grab von William Adams“ (三浦按針之墓, Miura Anjin no haka) in Hirado

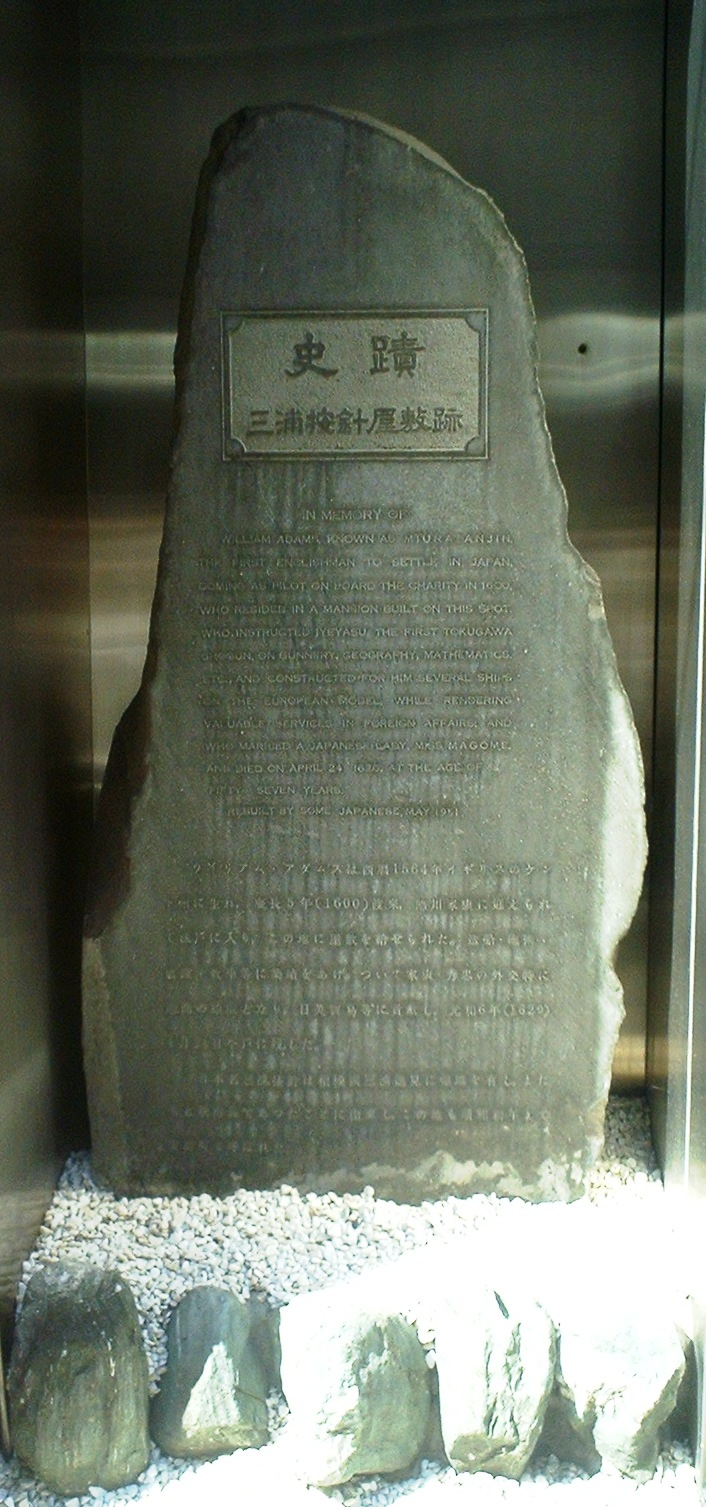
Adams-Denkmal in seinem früheren Haus in Anjin-chō, Tokio

Adams starb am 16. Mai 1620 in Hirado, nördlich von Nagasaki, im Alter von fast 56 Jahren an den Folgen einer tropischen Krankheit, möglicherweise Malaria. Sein Grab ist erhalten, heute steht daneben ein Denkmal für den Missionar Francisco de Xavier. In seinem Testament verteilte Adams seinen Besitz an seine britische Frau und ihre Tochter, seine japanische Frau und ihre beiden Kinder sowie einige Mitglieder der englischen Niederlassung.
Adams’ japanischem Sohn Joseph wurden von Tokugawa alle Rechte seines Vaters übertragen, insbesondere der Stand als Samurai und die Funktion als Berater bei Hofe. Über das Schicksal späterer Nachkommen sind keine Aufzeichnungen bekannt.
Zum Gedenken an Adams erhielt ein Stadtviertel in Edo (heute Tokio) den Namen Anjin-chō (Navigatorviertel), der aber nicht mehr verwendet wird. Dieses ehemalige Stadtviertel liegt im heutigen Stadtteil Nihonbashi (Chūō-ku) in den Stadtteilabschnitten Muromachi-1-chome und Honmachi-1-chome. Als Name erhalten geblieben ist die Anjin-dōri (按針通り, ‚Navigatorstraße‘). Jedes Jahr fand am 15. Juni eine Feier zu Adams’ Ehren statt.

## Nachwirkungen
Im Jahr 1614 ließ Tokugawa Ieyasu das Christentum in Japan verbieten. Alle getauften Japaner mussten sich öffentlich von ihrer Religion distanzieren und in Listen buddhistischer Tempel eintragen lassen, andernfalls wurden sie hingerichtet.
Nach Adams’ Tod kapselte sich Japan für etwa 250 Jahre weitgehend von der Welt ab (Sakoku). Die Ratschläge von Adams an den Shōgun bewogen diesen, den Europäern in einem solchen Ausmaß zu misstrauen, dass er und seine Nachfolger Japan in der Edo-Periode isolierten.

## Literarische, filmische und popkulturelle Umsetzung
William Adams war Vorbild für die Figur John Blackthorne im 1975 erschienenen Roman Shogun des britisch-amerikanischen Schriftstellers James Clavell. Die Verfilmung des Buches als gleichnamige Fernsehserie mit Richard Chamberlain als Blackthorne und Toshirō Mifune als Shōgun Toranaga aus dem Jahr 1980 erlangte Weltruhm. (Im Buch und in der Fernsehserie hieß das Schiff, das an der japanischen Küste strandete, Erasmus. Dies war der ursprüngliche Name des Schiffes Liefde gewesen, mit dem Adams Japan erreichte.)
Eine neue Serie gleicher Vorlage startete 2024 auf Disney+.
Adams diente als Vorlage für die Figur des Adam Monroe in der US-amerikanischen Fernsehserie Heroes, der als Engländer im 17. Jahrhundert nach Japan kommt, dort den Namen Takezo Kensei annimmt und zu einem legendären Samurai wird.
Zudem dient William Adams als Vorlage für den Protagonisten William im Videospiel Nioh, welches im Februar 2017 erschienen ist.